# Alberto Guerberof
Alberto Guerberof (fallecido en Buenos Aires el 30 de junio de 2008) fue un historiador argentino, especializado en la historia de las ideas en América Latina.

## Biografía
Autor de numerosos libros, fue uno de los fundadores del Partido Socialista de la Izquierda Nacional en la década de '60 y del Frente de Izquierda Popular en la década del '70. Durante varios años dictó cursos en el Centro de Estudios Argentinos y ejerció el periodismo político.

## Obras
- Periódico La Patria Grande.
- Izquierda colonial y socialismo criollo.